# Pliszka
Die Pliszka (deutsch Pleiske) ist ein rechter Nebenfluss der Oder in Polen.
Sie entspringt zehn km nordöstlich von Torzym (Sternberg) bzw. fünf km westlich von Jemiołów (Petersdorf) im Jezioro Malcz, einem See südlich des Truppenübungsplatzes Wandern, dem die Dörfer Lindow und Groß Kirschbaum weichen mussten. Das Quellgebiet der Pliszka ist Teil des Landschaftsschutzparks Łagów (Łagowski Park Krajobrazowy), das hauptsächlich das benachbarte glaziale Tal am Oberlauf des Piesker Fließes mit langgestreckten Seen und die Hügel des Buchwaldes Buczyna umfasst.
Beim Dorf Poźrzadło (Spiegelberg) zwischen Torzym und Świebodzin (Schwiebus) führt die alte von Frankfurt (Oder) kommende Handelsstraße über den Fluss.
Die Pliszka fließt auf ihrem gesamten Lauf durch ausgedehnte Waldgebiete. Größere Ansiedlungen entstanden entlang des Flusses nicht. In den sumpfigen Niederungen siedelten sich zahlreiche Eisenhämmer oder auch kleine Kolonien an. Eines der bekanntesten Hammerwerke am Fluss war der Pleiskehammer.
Nach etwa 56 km mündet die Pliszka bei dem Marktflecken Urad (Aurith), der heute zur Gmina Cybinka (Ziebingen) gehört, in die Oder.